# Le Louroux
Le Louroux – miejscowość i gmina we Francji, w Regionie Centralnym, w departamencie Indre i Loara. Nazwa miejscowości pochodzi od przekształconego na gruncie języków oïl łacińskiego wyrazu oratorium.
Według danych na rok 1990 gminę zamieszkiwały 373 osoby, a gęstość zaludnienia wynosiła 13 osób/km² (wśród 1842 gmin Regionu Centralnego Le Louroux plasuje się na 777. miejscu pod względem liczby ludności, natomiast pod względem powierzchni na miejscu 370.).